# Семибратово
Семибра́тово — посёлок городского типа (с 1948) в Ростовском районе Ярославской области России.
Расположен на левом берегу реки Устье (бассейн Волги), на федеральной автомобильной трассе «Холмогоры» (Москва — Архангельск). В посёлке находится одноимённая железнодорожная станция.
Расстояние от Семибратова до Ростова − 16 км, до Ярославля — 37 км, до Москвы — 218 км.
В основном посёлок застроен пятиэтажными домами со всеми удобствами, имеет чёткую городскую планировку, окружён зелёным кольцом кооперативных садов.
Крупнейший посёлок городского типа в Ярославской области.

## История

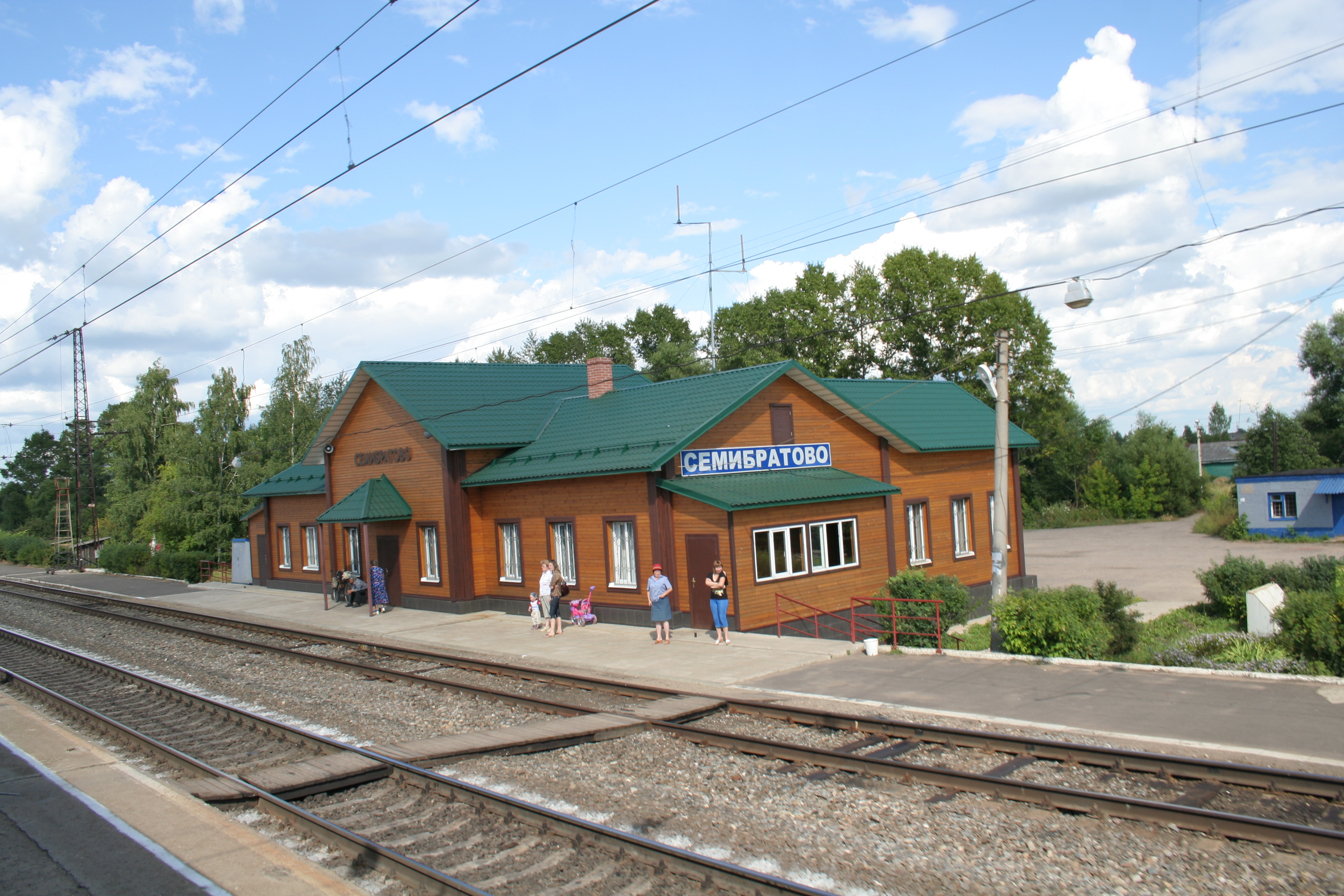
Ж/д станция Семибратово, Ярославская область, Россия

Семибратово и его окрестности, из «Атласа Ярославской губернии» 1858 года

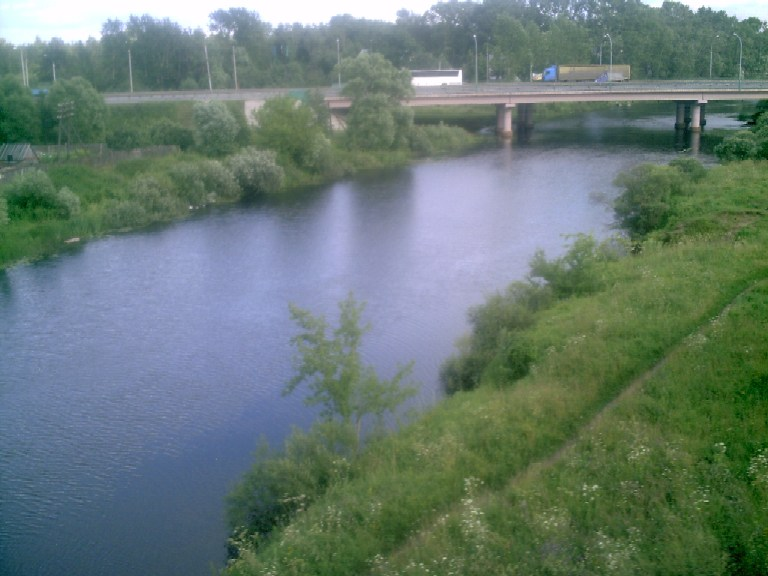
Вид на реку Устье в пос. Семибратово (мост федеральной автомагистрали «Холмогоры» Москва — Архангельск)

Древнейшее поселение на территории современного посёлка Семибратово — деревня Исады: в словаре В. Даля, помимо «рыбная слобода» и «торговая пристань», слово «исады» объясняется как «место высадки на берегу».
Существует несколько версий возникновения названия «Семибратово». Один из вариантов возникновения поселения Семибратово описывает краевед А. А. Титов, используя сведения, полученные от А. Я. Артынова: 

Семибраты упоминаются в летописях XIV и XV вв. При этом селе, на рубеже между князьями Гвоздевыми и Приимковыми, жили «семь братий-сбродичей» — сыновья князя Василия Косого-Тертьяка Андреева, прославившегося в ту эпоху княжеских междоусобий своим неспокойным характером. Их похождения послужили основанием для сказки «О семи Семионах родных братьях». При Семибратах Василий Васильевич Тёмный был разбит дядею своим, князем Юрием Дмитриевичем. Около 1460-70 гг. Семибратами владел князь Фёдор Дмитриевич Гвоздь.
На карте русского государства из книги голландского купца Исаака Массы (1587—1635) «Краткое известие о Московии в начале XVII в.» значилось селение Семибратов.
В 1693 году по указу Петра I было учреждено почтовое сообщение между Москвой и Архангельском, появилась Семибратовская почтовая станция. Название «Семибратово» осталось и за станцией железной дороги, построенной в 1870 году.
11 июня 1948 года вышел Указ Президиума Верховного Совета РСФСР: 

«Отнести населённый пункт Исады Ростовского района Ярославской области к категории рабочих посёлков, присвоив ему наименование рабочий посёлок Семибратово. Включить в черту рабочего посёлка Семибратово посёлки при железнодорожной станции Семибратово, лесосплавном участке и строительстве завода газоочистительной аппаратуры и хутора Красный Бор и Подречнево».
5 января 1930 года на базе бывшего Исадского картофелетёрочного завода и предшествующей ему Исадской водяной мельницы купца Вахрамеева начал работу Семибратовский термоизоляционный завод, занимавшийся выпуском изоляционного материала — шевелина, применявшегося в вагоностроении. С 1949 года завод реконструировался. В 1959 году был освоен выпуск древесноволокнистых и стружечных плит, используемых в строительстве зданий для их внутренней отделки — отсюда второе название — Семибратовский завод древесноволокнистых плит. Ныне не существует.
В 1950 году был включён в строй действующих предприятий треста «Газоочистка» Семибратовский завод газоочистительной аппаратуры.
По железной и автомобильной дорогам в годы Великой Отечественной войны с севера велось снабжение и пополнение советских войск, оборонявших столицу от врага. Учитывая, что расстояние между двумя мостами через реку Устье составляет около 70 метров, люфтваффе пытались бомбовыми ударами прервать это снабжение, однако оборонявшая мосты зенитная батарея не позволила это сделать.
С 2005 года посёлок Семибратово является центром сельского поселения Семибратово, включающего в себя сельские образования Мосейцево, Угодичи, Сулость, Ново-Никольское, Татищев-Погост.

## Экономика
Основные предприятия посёлка: ОАО «ФИНГО» (бывший Семибратовский завод газоочистительной аппаратуры), ЗАО «СФ НИИОГАЗ» (Семибратовская фирма «Научно-исследовательский институт по промышленной и санитарной очистке газов»), ЗАО «Кондор-Эко», Ростовский филиал ОАО «Сыктывкар Тиссью Груп» (бумажная фабрика). Сфера обслуживания представлена множеством магазинов, местным рынком, кафе и барами, салонами красоты, спортивным стадионом.

## Культура
В посёлке имеется две школы — начальная и средняя, ростовский политехнический колледж, две библиотеки. Также работают дом культуры «Юность», Центр Духовного возрождения с церковью Серафима Саровского, больница, филиал комплексного центра социального обслуживания населения «Радуга», три детских сада. С 2004 года выходит в свет местная газета «Дорогое моё Семибратово», с 2006 года — «Дорогие мои земляки».

## Спорт

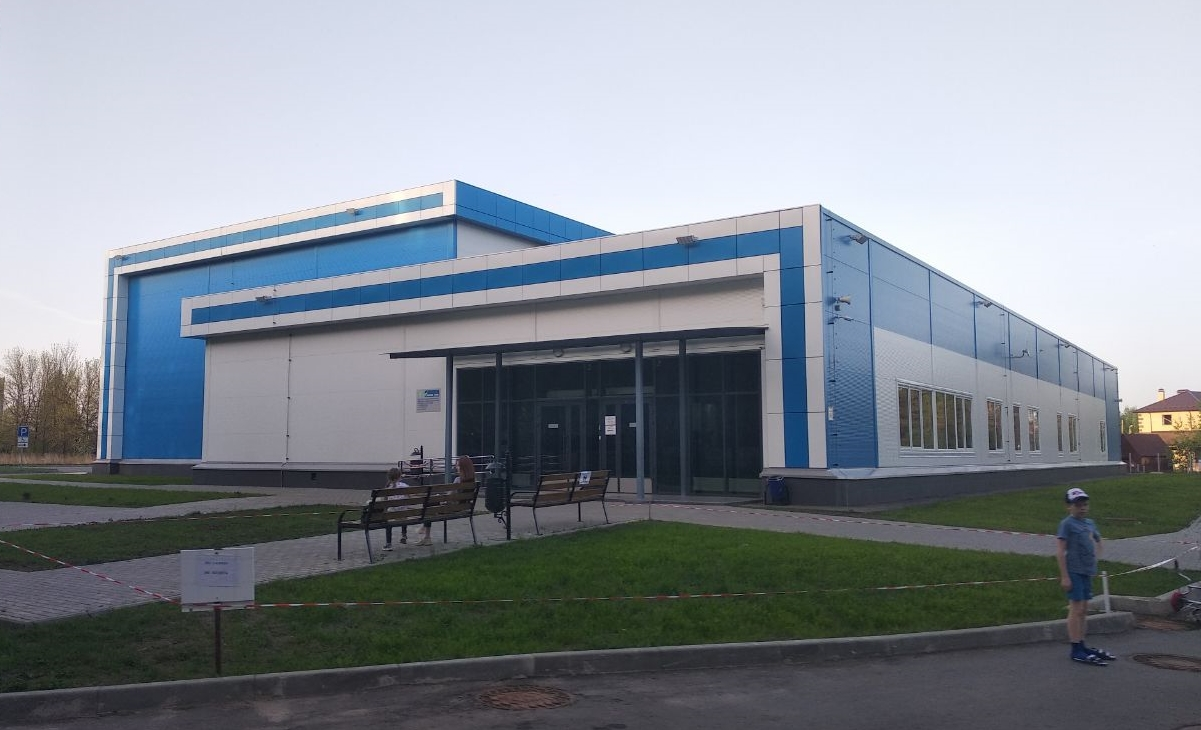
Семибратовский физкультурно-оздоровительный комплекс (май 2021 г.)

Весной 2021 года в Семибратово в рамках программы ПАО Газпром «Газпром-детям» был открыт Физкультурно-оздоровительный комплекс. В ФОКе есть возможность заниматься широким спектром спортивных дисциплин, начиная от футбола с баскетболом, заканчивая волейболом, гандболом, теннисом и т. д.

## Население
| 1959  | 1970  | 1979  | 1989  | 2002  | 2007  | 2009  |
| ----- | ----- | ----- | ----- | ----- | ----- | ----- |
| 2884  | ↗5680 | ↗7505 | ↗8485 | ↘7672 | ↘7338 | ↘7203 |
| 2010  | 2011  | 2012  | 2013  | 2014  | 2015  | 2016  |
| ↘7096 | ↗7100 | ↘7088 | ↘7020 | ↘7011 | ↘6940 | ↘6834 |
| 2017  | 2018  | 2019  | 2020  | 2021  |       |       |
| ↘6770 | ↘6734 | ↘6655 | ↘6589 | ↘6511 |       |       |

## Известные люди
- Брендючков, Константин Григорьевич — советский писатель. Работал на Семибратовском заводе газоочистительной аппаратуры и СФ НИИОГАЗ.
- Колесников, Андрей Иванович — журналист, автор книг о Владимире Путине. Родился в Семибратове.
- Пасхина, Елена Васильевна — скульптор, автор ряда памятников в Ярославской области. Училась в Семибратове.
- Сударушкин, Борис Михайлович — писатель. Учился в школе, жил и работал в Семибратово. Автор книги о нём и редактор поселковой газеты.